# Remady & Manu-L
Remady & Manu-L è un duo musicale svizzero formatosi nel 2010. È formato dal produttore discografico Remady e dal cantante Manu-L.

## Storia del gruppo
Remady & Manu-L hanno conquistato il grande pubblico come duo con il loro singolo di debutto Single Ladies, in collaborazione con J-Son, che si è posto in vetta alla Schweizer Hitparade e che ha trovato un moderato successo oltreconfine, debuttando nelle classifiche di Austria, Francia e Germania. Con oltre 60 000 copie accumulate il brano, che è contenuto nel primo album in studio The Original, ha ricevuto la certificazione di doppio platino dalla IFPI Schweiz. L'LP di appartenenza è riuscito a collocarsi sul podio della graduatoria svizzera, garantendosi lo Swiss Music Award al miglior album dance. A distanza di due anni viene reso disponibile 1+1=3, anch'esso fermatosi nella top ten della graduatoria dischi nazionale.

## Discografia

### Album in studio
- 2012 – The Original
- 2015 – 1+1=3

### Singoli
- 2012 – Single Ladies (feat. J-Son)
- 2012 – Higher Ground
- 2013 – Hollywood Ending (feat. J-Son)
- 2013 – Holidays
- 2014 – In My Dreams
- 2014 – Waiting For
- 2015 – Livin' la vida
- 2016 – Another Day in Paradise
- 2016 – L.I.F.E.
- 2017 – Give Me Love
- 2018 – Back Again (feat. Lyracis)
- 2018 – Heaven (con I.Got.U)